# Anisophyllea quangensis
Anisophyllea quangensis är en tvåhjärtbladig växtart som beskrevs av Adolf Engler och Julio Augusto Henriques. Anisophyllea quangensis ingår i släktet Anisophyllea och familjen Anisophylleaceae. Inga underarter finns listade i Catalogue of Life.